# 다운 투 어쓰
《다운 투 어쓰》(영어: Down to Earth)는 미국, 독일, 캐나다, 오스트레일리아에서 제작된 크리스 와이츠와 폴 와이츠 감독의 2001년 판타지 코미디 영화이다. 크리스 록, 리지나 킹 등이 출연하였고, 숀 대니얼 등이 제작에 참여하였다.

## 출연
- 크리스 록
- 리지나 킹
- 마크 애디
- 유진 레비
- 프랭키 페이존
- 그레그 거먼
- 제니퍼 쿨리지
- 채즈 팰민테리
- 완다 사이크스
- 존 조
- 아널드 피넉
- 텔마 홉킨스
- 무스타파 셔키어

## 기타 제작진
- 배역: 조지프 미들턴
- 미술: 폴 피터스
- 의상: 더브레이 리틀